# Tube Alloys
Tube Alloys – kryptonim programu budowy bomby atomowej prowadzonej przez Wielką Brytanię podczas II wojny światowej. Wśród zespołu pracującego nad budową bomby był m.in. Alan Nunn May.